# Digerdöden i Frankrike

Engelskspråkig karta över pestens utbredning i Europa (1345-1353).

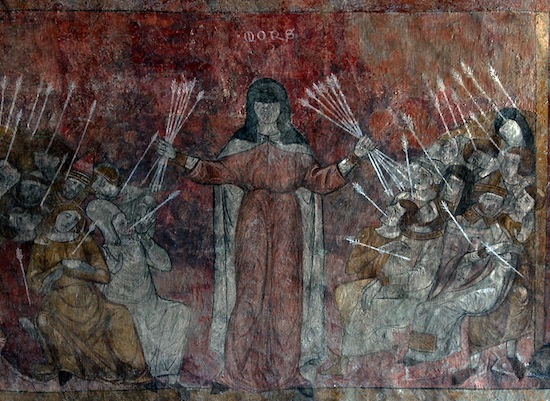
Fresco in the former Abbey of Saint-André-de-Lavaudieu, France

Digerdöden i Frankrike ägde rum 1347–1352. Digerdöden kom till Frankrike från det angränsande Italien och spred sig därifrån vidare till Spanien, Tyskland, Schweiz, Nederländerna och England. På grund av landets storlek varade digerdöden där flera år längre än i de flesta andra länder, då vissa delar inte drabbades förrän efter att sjukdomen lagt sig i andra. Digerdöden i Frankrike är dokumenterad av bland andra Jean de Venette. 

## Bakgrund

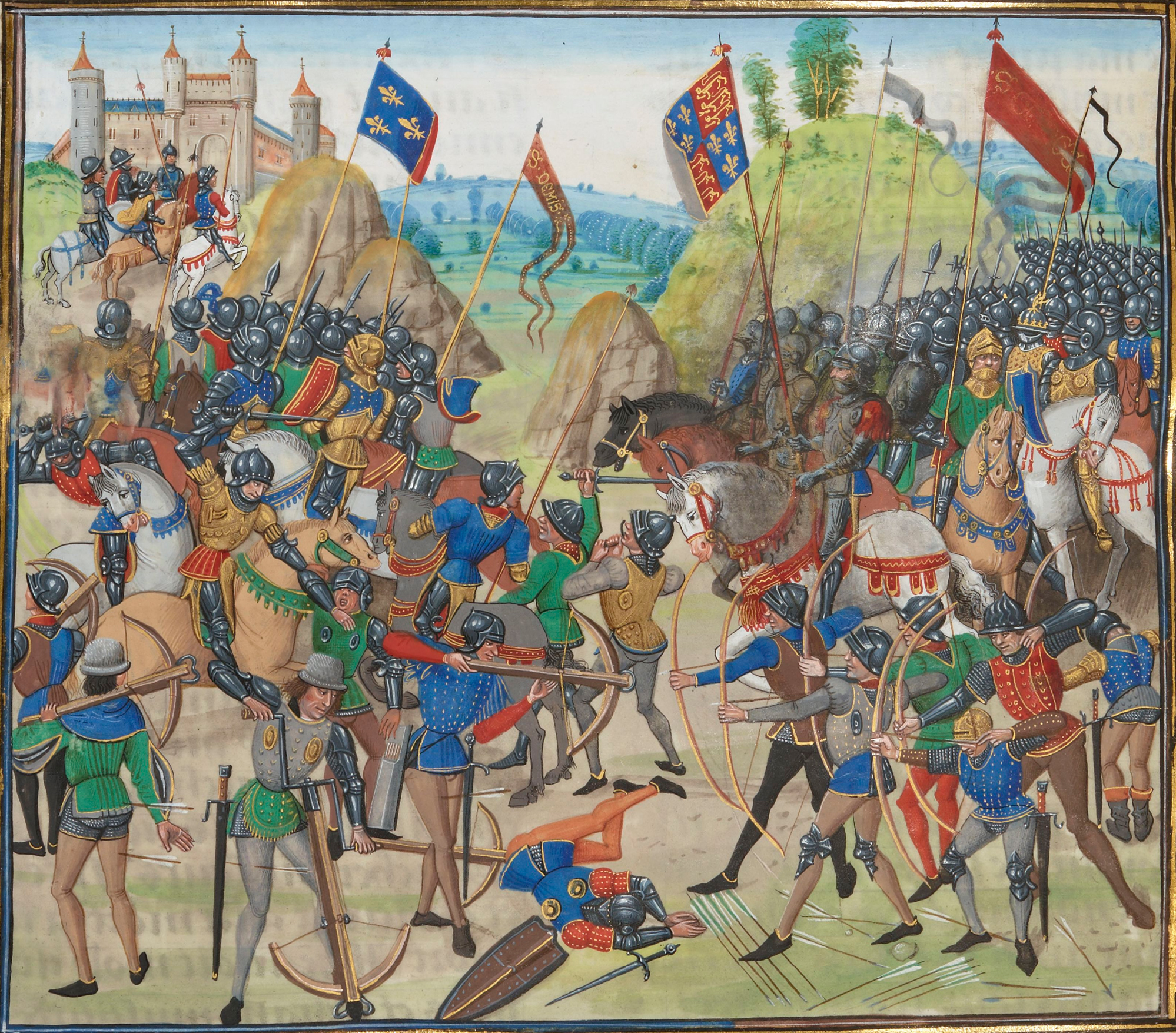
Slaget vid Crécy 1346.

Frankrike tillhörde de första länder i Europa som drabbades av digerdöden. Digerdöden hade först uppträtt i Europa i Italien, som låg granne med Frankrike. Den kom på ett fartyg från Kaffa på Krim till Messina på Sicilien i oktober 1347.
Frankrike var vid denna tidpunkt en stormakt och, med mellan 16 och 20 miljoner innevånare, Europas folkrikaste land. Det var i likhet med Italien också urbant och tättbebyggt. 
Den franska staden Avignon var vid denna tid uppehållsort för påven under den Västliga schismen. Hundraårskriget med England hade utbrutit 1337, och Frankrike hade år 1346 lidit nederlag mot engelsmännen i slaget vid Crécy.

## Spridning

### Sydfrankrike

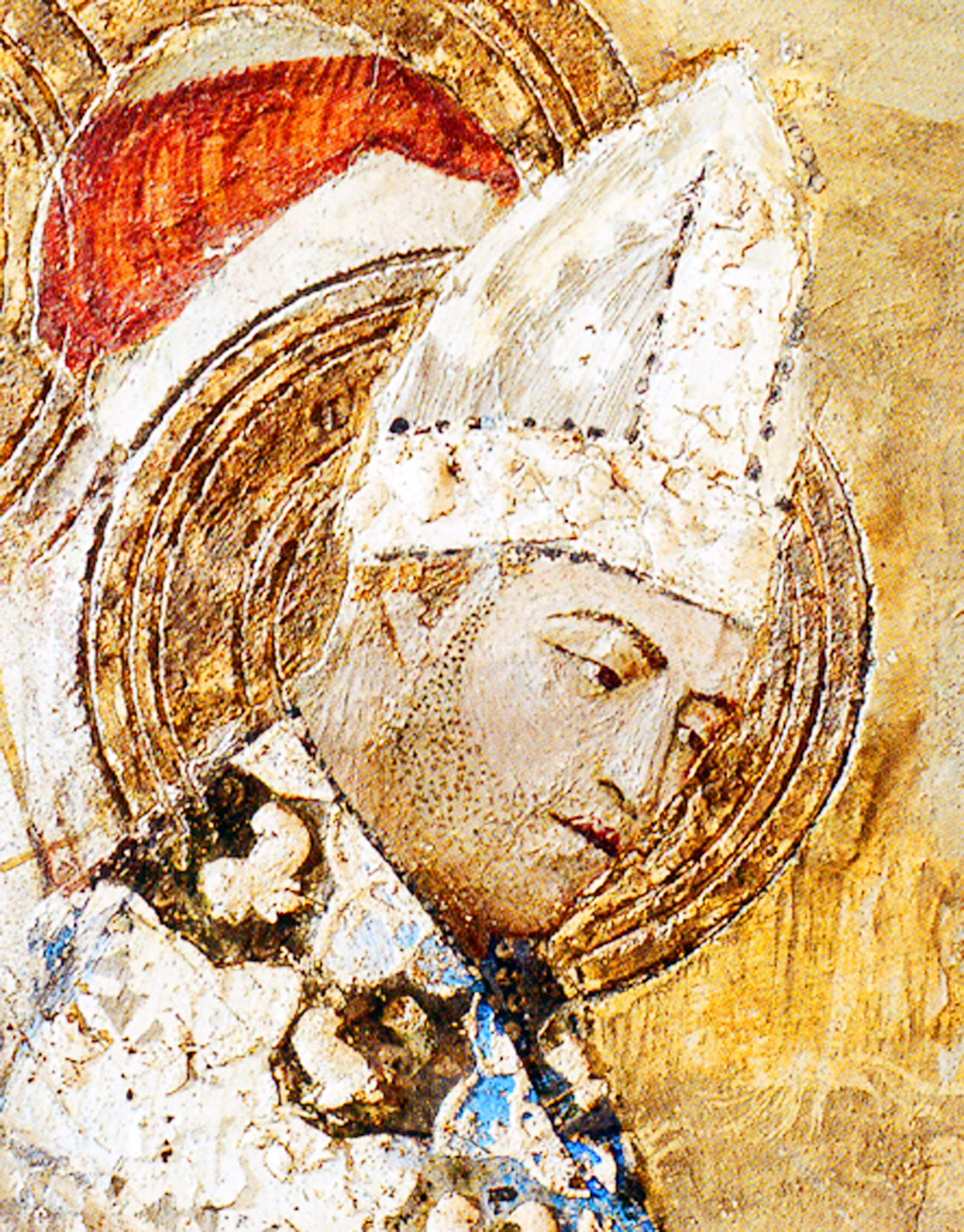
Clémens VI.

I Frankrike noteras pesten ha nått Marseille den 1 november 1347 (i maj 1348 kom ännu en våg över gränsen från Genua), och Aix-en-Provence i december.  
Kaniken Louis Heyligen beskrev pesten i Avignonpåvedömet i ett brev från 27 april 1348. Han uppgav att pesten anlände till Genua 31 december 1347, då genuesiska skepp från Östern hade nått hem, men drivits tillbaka ut i havet och att dessa pestkepp sedan hade nått Marseilles, där fyra femtedelar av befolkningen hade dött; pestkeppen hade därefter jagats bort och fortsatt vidare längs kusten västerut. Smittan spred sig sedan omkring Provence norrut mot Avignon och västerut mot Languedoc ända bort till Toulouse, under vilken människor greps av sådan skräck då de märkte hur lätt sjukdomen smittade att de till slut övergav de smittade och bara lämnade mat och dryck utanför dörren åt de som låg sjuka. Louis Heyligen observerade att digerdöden bestod av två olika typer av pest, lungpest och böldpest (även om han beskrev det som olika former av samma sjukdom) och att ingen som fått den första varianten överlevde. I Avignon ska 62.000 människor ha avlidit mellan 27 januari och 27 april (antalet är med all säkerhet felaktigt), stadens invånarantal halverats och 7000 hus stå tomma. Läkarna flydde från sina patienter medan påven hade köpt och helgat ett helt fält utanför staden för massbegravningar, dit liken forslades av okunniga bergsbor som inte förstod att uppgiften försatte dem i fara.
I Avignon arrangerade påven Clemens VI stora offentliga böneprocessioner för att dämpa Guds vrede. Pesten troddes vara Guds straff för människornas synder. Det observerades dock att de religiösa processionerna saknade effekt. Påvens läkare Gui de Chauliac förde fram läkarvetenskapens teori om att smitta spreds som miasma i luften. Påven tillråddes av isolera sig från all kontakt med andra personer och hålla sig mellan två eldar, då eld troddes kunna förhindra smittan, och flydde till byn Étiole-sur-Rône för att undslippa smittan.Påvens erfarenheter, där religiösa åtgärder visade sig verkningslösa men medicinska metoder visade större effektivitet, ska ha bidragit till hans motstånd mot de juderförföljelser som utbröt under digerdöden, då judarna gavs skulden för pesten, dels för att ha förgiftat brunnarna och dels för att ha orsakat Guds vrede över de kristna som hämnd för att de tillät judar att leva bland dem. 
Digerdödens spridning i Sydfrankrike utanför Avignon är mindre dokumenterad. Den noteras i Carcassonne i januari 1348 och i Toulouse i april. Den bekräftas i Bordeaux i juni. Det är troligt att pesten nådde Bordeaux redan i mars: ett skepp med pilgrimer från Bordeaux ska ha spridit smittan till Spanien där biskopen i Santiago de Compostela avled i pesten 22 juni.
I Perpignan visas pestens närvaro under sommaren 1348. Mellan slutet av april och augusti 1348 upphörde alla transaktioner i stadens annars livliga penningutlåningsverksamhet, medan testamenten sköt i höjden. Hösten 1348 noteras halva stadens befolkning ha avlidit: av 125 notarier återstod endast 45; av nio läkare en enda, av 18 apotekare fem och av lika många barberare fem, samtidigt som stadens myndigheter efterlyser ett stort behov på hantverkare eftersom stadens samtliga hantverkare var döda.   Under hösten uppstod sedan en mängd rättsliga tvister kring testamenten, förmynderskap över omyndiga arvtagare och liknande, som tyder på ett stort antal döda. Uppskattningar av befolkningsantal av olika städer och byar och södra Frankrike utifrån bevarade skattelängder före och efter digerdöden tyder på att det var vanligt att mellan 40 och 50 procent av befolkningen avled där digerdöden dragit fram.
När smittan spred sig över södra Frankrike gav kung Filip VI de medicinska fakulteten vid Parisuniversitetet i uppdrag att förklara vad som var orsaken till sjukdomen, och deras skrift Compendium de epidemia, som presenterades i oktober, räknas som institutionens första större medicinska verk. 

### Nordfrankrike

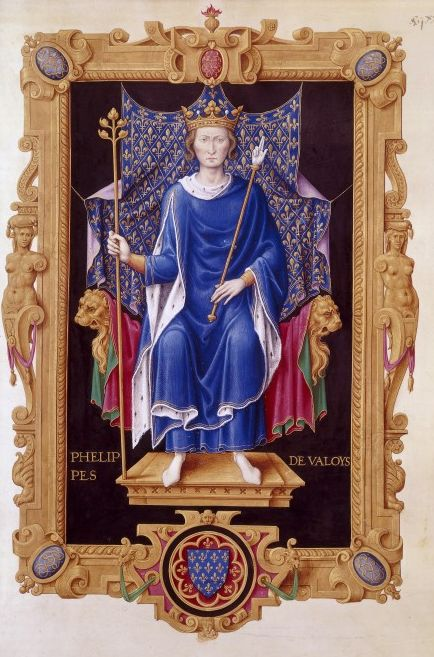
Filip VI, Philippe VI.

I april 1348 hade digerdöden nått Lyon, som då var en av Frankrikes största städer. Dess relativt långsamma färd från Marseilles har förklarats med att pesten färdades långsammare på grund av den kallare temperaturen under vintermånaderna. I byn Givry i Burgund avled halva befolkningen mellan augusti och november 1348.
Digerdöden nådde Paris någon gång under senvåren eller sommaren 1348. Det var vid denna tidpunkt Europas största stad med mellan 80 000 och 200 000 innevånare. 
Digerdöden har skildrats av karmeliten Jean de Venette i hans berömda krönika från munkklostret Saint-Denis utanför Paris.  Jean de Venette uppger att pesten hade börjat bland de icke kristna i Östern och därefter drabbat Italien och sedan kommit över Alperna till Frankrike. Den spred sig från by till by över södra Frankrike till den nådde över gränsen till Spanien. Därefter spred den sig också till norra Frankrike. Längs pestens väg flydde präster från sina bykyrkor och lämnade sina församlingar att klara sig själva. Trots detta ska de flesta ha fått absolution och sista smörjelsen, eftersom påven hade gett andra än präster rätten att ge döende absolution, och många testamenterade sin egendom till kyrkan eftersom deras arvingar avled i pesten. Till omgivningarna runt Paris anlände först pesten till Roissy nära Gonesse i juni 1348. Han uppger att 16 000 personer avled i Saint-Denis och 800 personer varje dag i Paris under de värsta månaderna mellan november och december,  där 500 lik varje dag fick fraktas bort från sjukhuset Hôtel-Dieu de Paris till en särskild plats för massbegravning, och att de nunnor som skötte om de sjuka själva smittades och dog. Han beskrev en anekdot om hur två munkar, som sänts ut på ett ärende av sin abbot, hade passerat en by där innevånarna dansade och spelade musik och festade för att skrämma döden på flykten, och att festens deltagare alla var döda när munkarna passerade byn på tillbakavägen.   Efter pesten återstod i många byar bara två innevånare av tjugo, men pestens slut gjorde också att många fler gifte sig och fler barn föddes, och att hus och mark blev billigare, även om tjänare begärde betydligt högre lön. 
Jean de Venettes skildring är i vissa delar klart överdriven (Hotel-Dieu rymde till exempel bara högst 500 patienter samtidigt, vilket gör det orimligt att samma antal kunde dö där dagligen) men den uppfattas ändå som pålitlig i de större dragen. Dokumentation från det samtida Paris visar en kraftig uppgång för dödstalen just under perioden juni 1348 till januari 1349, när han uppger att pesten befann sig där.
Pesten noteras i Normanniae nova Cronica som närvarande i Rouen under Johannes döparens fest (24 juni). Det är dock troligt att den då hade funnits där ett tag, även om de skrivkunniga inte hade märkt den förrän då. Samtida källor uppger att 100 000 personer avled i Rouen, vilket inte anses stämma, men är ännu ett tecken på vilket stort intryck befolkningsminskningen gjorde på samtiden. I Normandie uppges digerdöden ha varit så svår att lik fick ligga obegravda i byarna, och de byar som drabbades av pesten hissade en svart flagga för att varna omgivningen var pesten fanns.

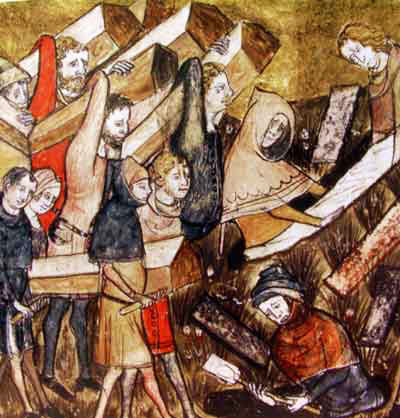
Pestoffer begravs i Tournai.

I den nordligaste delen av Frankrike, på gränsen till Nederländerna, upptecknades 1350 en krönika av abboten Gilles le Muisis från ett kloster i Tournai mellan Flandern och Hainaut, som beskrev pesten året före. Gilles uppger att det i början av 1349 förekom många rykten om hur människor avled i mängder av en farsot, och hur de ägnade sig åt offentlig botgöring och attackerade och tillfångatog judar. När det första fallet förekom i trakten i juni 1349 flydde biskop Jean de Pres mot Guise, men avled på vägen i Cateau-Cambresis. I augusti avled människor i Tournai varenda dag, och lik av människor avlidna i pesten staplades i kyrkorna i rader på först fem och till slut trettio personer varje dag. Myndigheterna, som trodde att pesten var ett syndastraff från Gud, utfärdade instruktioner för att minska synden och därmed minska Guds vrede. Rättsbetjänter skickades ut för att undersöka vilka par som levde ihop utan att vara gifta och sära på dem eller se till att de gifte sig; tärningsspel och tillverkning av tärningar förbjöds liksom arbete på lördagseftermiddagar.   Alla lik efter de som avled i pesten skulle begravas omedelbart och begravningssammankomster mellan andra än familjemedlemmar förbjöds.  Gilles uppger att de som isolerade sig och drack vin överlevde, men när pesten väl drabbat en medlem av ett hushåll avled alla husets innevånare, både djur och människor, liksom alla som haft kontakt med de sjuka, och att människor segnade ned och dog i både gator och gränder ute i staden. Människor vallfärdade på pilgrimsresor till reliker av Sankt Sebastian till klostret Saint Medardus i Soissons, tills pesten slutligen började ebba ut i november.

### Upphörande
Frankrikes storlek gjorde att digerdöden inte nådde vissa delar av landet förrän sent, och att pesten därför varade en längre tid. Först 1349 uppges smittan ha nått Bretagne och Auvergne. Vissa perifera delar drabbades inte förrän 1351. Det sista pestutbrottet som omtalas i Frankrike under digerdöden var utbrottet i Tonnerre, som ägde rum så sent som år 1352.
Från Frankrike spred sig smittan vidare till angränsande länder.  I söder kom smittan till Spanien tre gånger från Frankrike: först med ett fartyg från Marseilles till Mallorca i december 1347. Andra gången ska ett skepp med pilgrimer från Bordeaux ska ha spridit smittan till Spanien där biskopen i Santiago de Compostela avled i pesten 22 juni 1348. Och tredje gången landgränsen från Roussillon i januari 1349. 
I väster spred den sig till England i juni 1348. I öster drabbade den Besancon i Burgund i slutet av 1348, och Strasbourg i tysk-romerska riket 8 juli 1349. 
I norr spred den sig mot Valenciennes i det då nederländska Hainaut i juni 1349 och Flandern i juli. Huruvida pesten spred sig norrut till Nederländerna är diffust. Det finns inga vittnesmål om digerdöden i Nederländerna och länge har detta uppfattats som att pesten aldrig uppträdde där, trots att Nederländerna under denna tid var en av Europas mest urbana och tätbefolkade områden. Flertalet orter, städer och områden, som Brabant och Gent, saknar dock helt dokumentation om saken. Dödstalen i Hainaut från 1349-50 visar dock att fem gånger så många människor dog där då som 1358-59. Däremot finns dokumentation från Friesland i norr, dit digerdöden nådde från Tyskland 1350-51 och vågen från Tournai alltså tycks ha avstannat innan den nådde norra Nederländerna, och den är bekräftad som närvarande i Deventer och Zwolle. Det är också bekräftat att den ständigt pågående utdikningen av våtmarker för att skapa ny beboelig och odlingsbar mark avstannade i Holland denna tid, möjligen för att befolkningen hade minskat så mycket att den bebyggda mark som redan fanns plötsligt räckte.

## Effekter
Se även pogromer under digerdöden
Under digerdöden förekom en förföljelse av människor som anklagades för att ha spridit pesten genom att förgifta brunnarna. I april 1348 nämner Louis Heyligen att människor dagligen bränns på bål i Avignon anklagade för att ha förgiftat brunnarna och därigenom orsakat pesten, men han nämner inte om dessa var judar, pilgrimer, främmande resenärer, homosexuella eller andra syndabockar.
Andre Benezeit, sekreterare för borgmästare Aymar i Narbonne, sände 17 april 1348 ett svarsbrev till borgmästaren i Gerona i Katalonien, där han svarade att det var sant att pesten hade spridits genom en förgiftning av brunnarna, och att kringströvande tiggare, "Frankrikes fiender", hade avrättats i Narbonne, Carcassonne och Grasse, sedan de under tortyr erkänt sig skyldiga att ha förgiftat brunnarna.
I april utbröt antisemitiska utbrott i Provence och i maj i Dauphine. 5 juli 1348 förklarade påve Clemens VI att judarna stod under hans beskydd och förbjöd attacker på dem. När ytterliga attacker uppenbarligen hade ägt rum mot judar i Paris och Reims 26 september, gav påven order till alla präster att predika mot judeförföljelser.   Han förklarade att han var medveten om att judarna anklagades för att ha orsakat digerdöden genom att förgifta brunnarna och att många hade dödats för det, men att denna misstanke var syndig därför att digerdöden snarare var ett Guds straff för människornas synder, inte orsakat av människor; att misstanken inte stämde med det faktum att farsoten även drabbade judar och länder där det inte fanns judar; och att den som agerade på dessa misstankar riskerade bannlysning.   Den 1 oktober förklarade han att misstankarna mot judarna kom sig av girighet och vilja att bestjäla dem.